# Церковь Рождества Богородицы (Мурованка)
Церковь Рождества Богородицы (известная также как Маломожейковская церковь) ― церковь оборонительного типа, памятник готическо-ренессансной архитектуры. Находится в деревне Мурованка Можейковского сельсовета Щучинского района Гродненской области Беларуси.
Включена в предварительный Список объектов всемирного наследия ЮНЕСКО в Беларуси.

## История

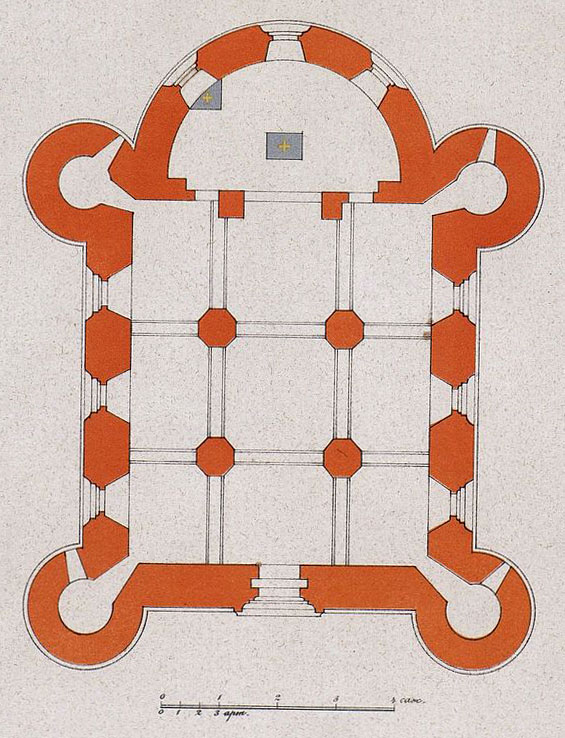
План церкви. Рисунок В. Грязнова, 1874

Долгое время официальной датой строительства церкви считался 1407 год. Анализ исторических документов показал, что эта дата постройки была сфальсифицирована в XVII веке. Более детальное изучение памятника дало учёным основания полагать, что укрепленная церковь была построена между 1516 и 1542 годами на средства местного помещика Шимки. Впоследствии владелец Можейкова виленский подконюший Шимко Мацкевич-Шклёнский наделил церковь десятой копой от жита, ячменя и пшеницы со своего имения.

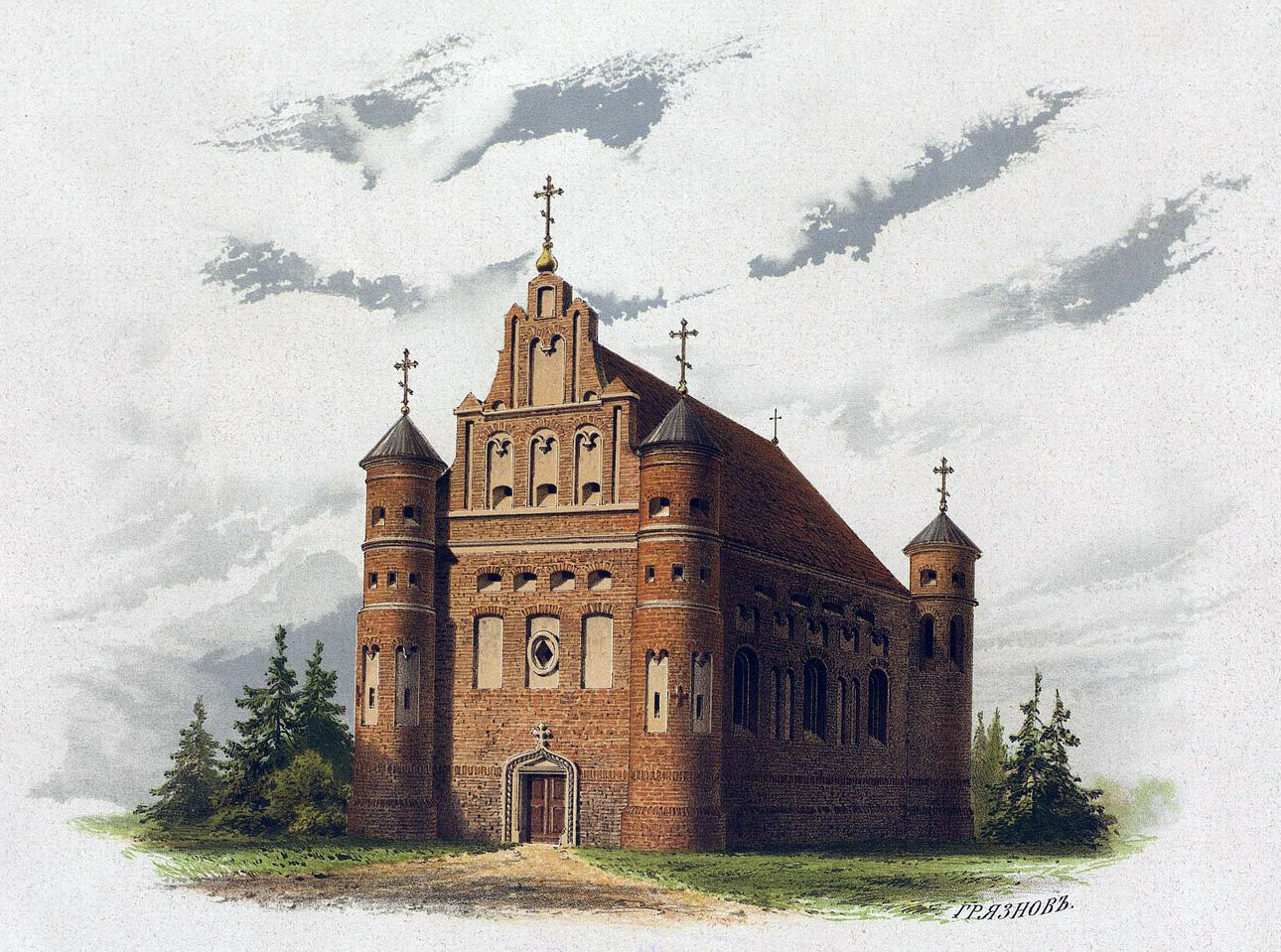
Церковь на рисунке В. Грязнова, 1874

В церкви сохранились две мраморные плиты над склепом, одна из них вмурована в стену с надписью: «Наивеликшему и наймилейшему Богу. Посмертные останки Шимки-Маски Лундзиловича, тут от 1884 года похованого, фундатор этой церкви Казимир Костровицкий, наследник, поставил ему этот памятник в отреставрированной святыне. 1808 год». На второй плите изображены воинские доспехи и оружие польско-литовского войска с надписью: «Навеликшему и наимилейшему Богу и в Его славу паставил этот памятник в этой церкви на вечную память Казимир из Кострова Костровицкий, дедич в Можейкове Лидского повета и в Подолии Слонимского повета. Эту церкву он по-новому обновил и фундовал алтарь римского обряда для желудокских кармелитов. 1822 год».
В 1598 году наследники юридически подтвердили неприкосновенность церковных владений и высказали пожелание, чтобы церковь оставалась православной и не была переведена в унию, но она всё же перешла к униатам. В 1657 году во время русско-польской войны церковь подверглась разорению. Значительно пострадала и от обстрела войск Карла XII. Судя по следам от пуль и картечи на стенах, церковь не раз была атакована. Документы по истории церкви сгорели в доме пана Костровицкого в конце XVIII века.
В 1795 году Гродненщина была включена в состав Российской империи. На пути из Вильны её осмотрел император Александр I, приказавший отремонтировать её слонимскому помещику Юндилу. Но к ремонту приступили только через 5 лет. В 1863 году настоятелем был назначен выпускник Литовской духовной семинарии Лев Савицкий, при котором было составлено описание церкви, напечатанное в «Литовских епархиальных ведомостях» за 1873 год.
С 1864 года при церкви работала церковно-приходская школа; после пожара жители построили при церкви училищный дом. Перед Первой мировой войной здесь были три церковно-приходские школы: в Можейках, Шпильках и Огородниках. В 1906 году на средства Виленского Свято-Духова братства церковь была отремонтирована.
В 1928 году церковь отобрана у православных польскими властями и переосвящена в костёл. В 1993 году возвращена православным, став центром прихода, объединяющего 8 деревень. При церкви организована воскресная школа. Настоятели: в 1993—2008 годах — Святослав (Евтушик), с 2008 года — иерей Михаил (Лойко).

## Архитектура церкви
Трёхнефный четырёхстолпный каменный храм зального типа, накрытый высокой двускатной крышей со щитами на торцах, с одной апсидой на всю ширину основного объема и четырьмя круглыми угловыми башнями, накрытыми шатрами. Стены и башни с бойницами и плоскими оштукатуренными нишами. Башни круглые: диаметр западных около 4,5 метров, восточных около 3 метров. Под полом сводчатое складское помещение. Всё сооружение охватывает декоративный поясок из белых кирпичей. Алтарь находится в восточной части. Престол один, каменный, квадратной формы.
До начала XIX века в церкви были опускаемые железные двери (герсы). При перестройках 1817 и 1871—1872 годов к главному фасаду пристроен притвор, надстроены западные башни, понижена крыша, устроены карнизы и увеличены окна. На западных башнях во времена унии стояли железные статуи ангелов: один с трубой, другой с мечом, ― меняющие направление от ветра. Во время перестроек утеряны некоторые характерные детали: исчезли бойницы с восточного фасада, часть бойниц главного и боковых фасадов замуровали, разобраны лестницы алтарных башен. Несмотря на это, в основных чертах церковь сохранила первоначальный облик.

## Галерея

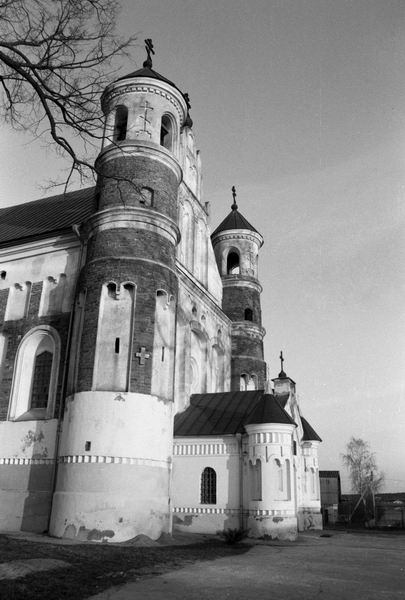
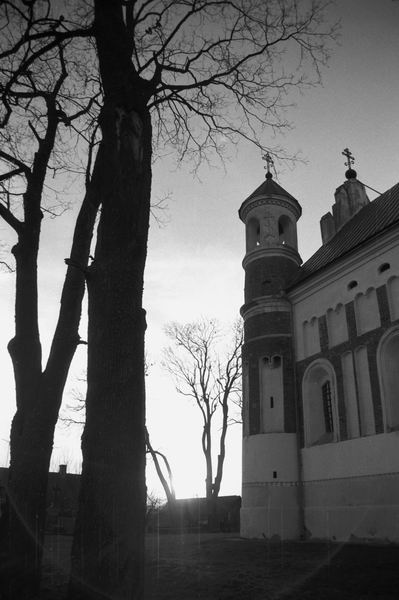
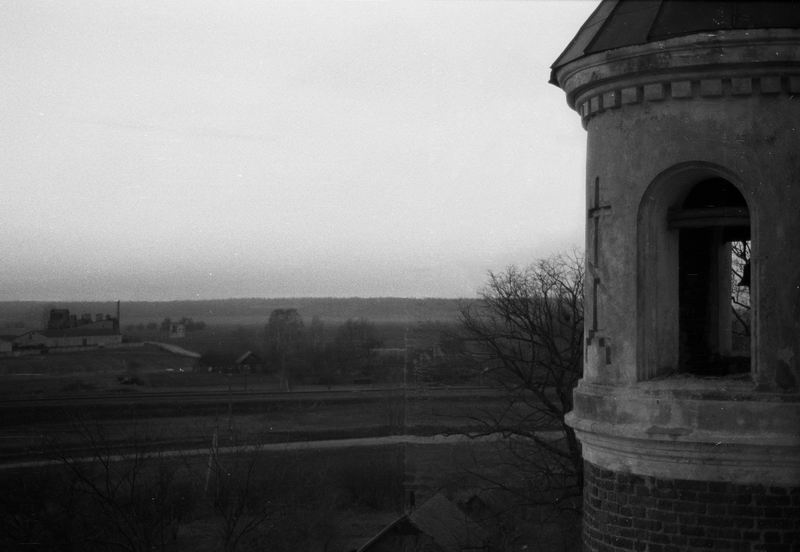
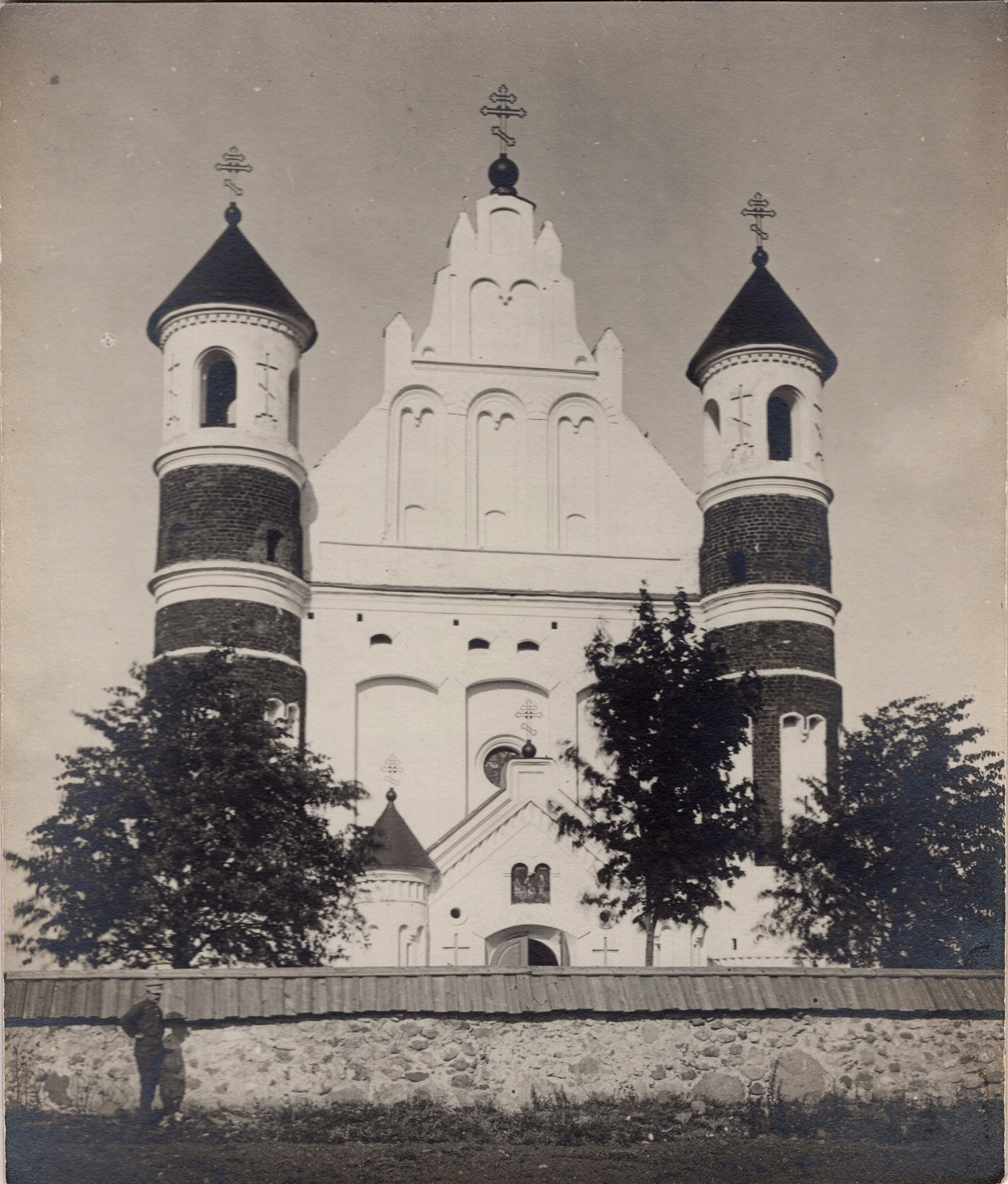
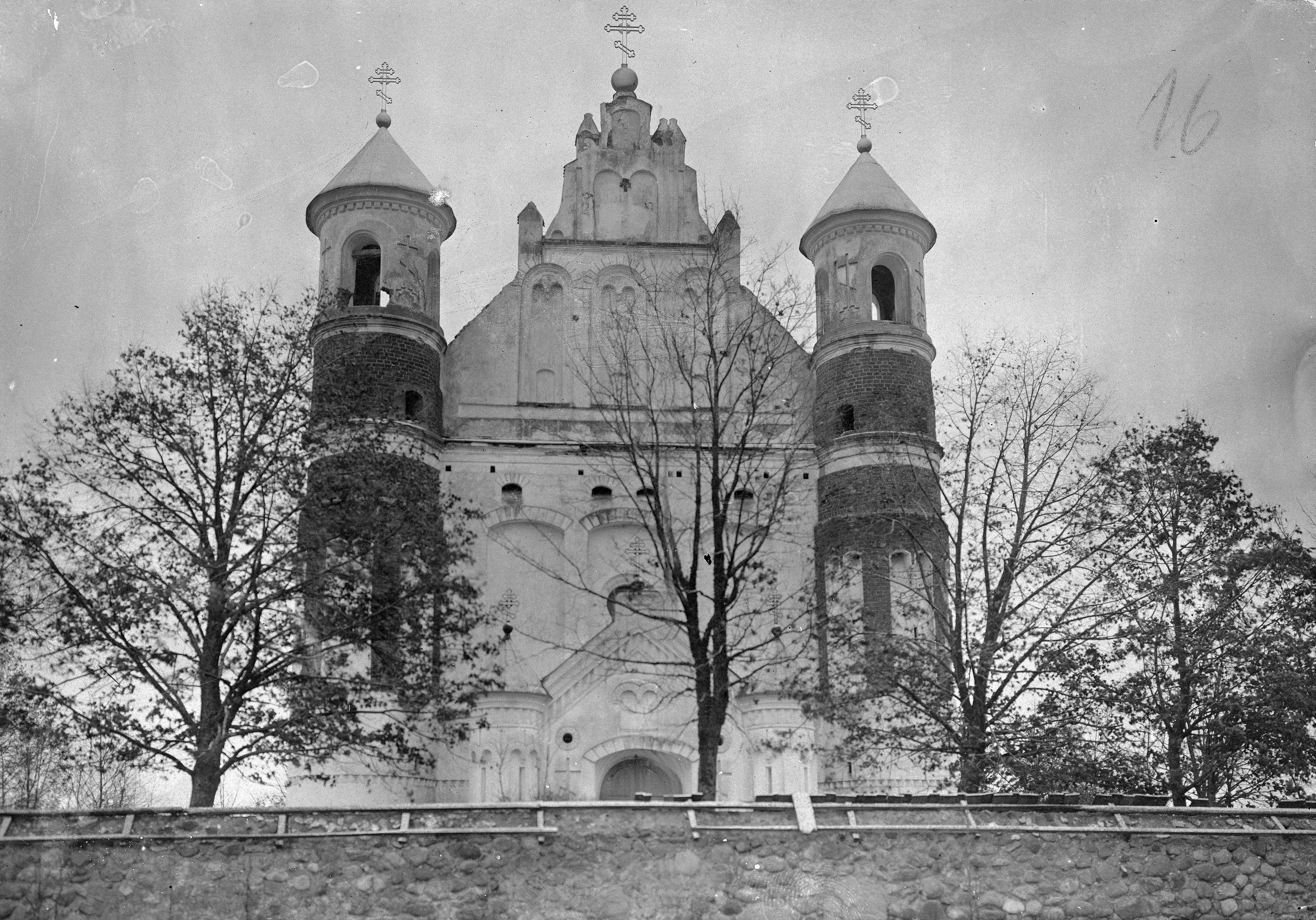